# Національний парк Міннерія
Національний парк Міннерія є національним парком у Північній центральній провінції Шрі-Ланки. 12 серпня 1997 року цей район був визнаний національним парком, але спочатку, в 1938 році, оголошений як заповідник дикої природи. Причиною оголосити територію такою, що охороняється, є захист водозбору у водоймах Міннерії та загалом дикої природи на прилеглих територіях. Парк в посушливі сезони є місцем підгодівлі для популяції слонів, що мешкають в лісах районів Матале, Полоннарува та Трінкомалі. Парк заробив прибуток Rs. 10,7 мільйонів за шість місяців (до серпня 2009 року.) Разом з Каудуллою і Гірітале, Міннерія утворює одне з 70 важливих місць проживання птахів Шрі-Ланки. Парк розташований на відстані 182 км від Коломбо.

## Природні особливості
Територія парку розташована в сухому районі Шрі-Ланки і має середню кількість опадів 1,500 — 2000 мм. Найнижча температура і найвища в парку — 20,6 °C (69,1 °F) і 34,5 °C (94,1 °F) відповідно. Основними джерелами води для водойм є відведення річки Амбан і каналу Елахера. Вологий сезон триває під час північно-східного мусону з жовтня по січень, а період з травня по вересень вважається сухим сезоном. Основні місця проживання в Міннерії бувають декількох типів, включаючи гірські ліси з низьким куполом, середні лісові, чагарники, занедбані землі чанів, луки, кам'янисті огорожі і водно-болотні угіддя.

## Флора
Terminalia arjuna, Manilkara hexandra, нім (Azadirachta indica), священний інжир (Ficus religiosa) і Piliostigma racemosum знаходяться в Міннерії. Домінуючими видами рослин в є: Хлороксилон swietenia, Vitex altissima, Berrya cordifolia, Diospyros quaesita і Drypetes sepiaria. В чагарниках також поширеними видами є Randia dumetorum, кротони і калотропіс гігантський. Плантації евкаліпта і тика, висаджені Департаментом лісової охорони, теж можна побачити в межах парку. Однодольні та трав'яні види включають бамбуса бамбуса, цейлонську фінікову пальму (Phoenix pusilla) та Imperata cylindrica.

## Фауна
Фауна національного парку включає 24 види ссавців, 160 видів птахів, 9 видів земноводних, 25 видів плазунів, 26 видів риб і 75 видів метеликів.

### Скупчення слонів

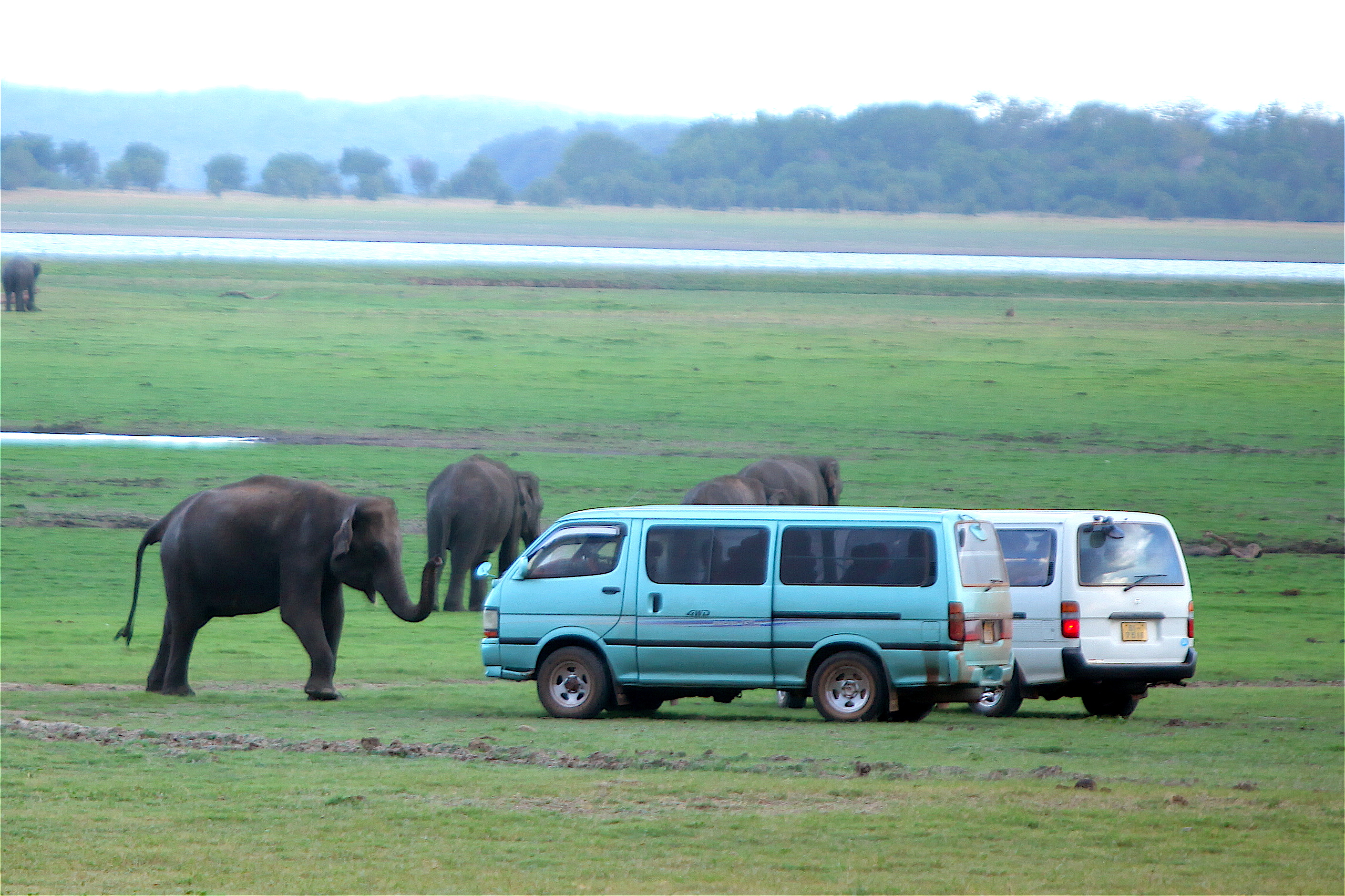
У парку деякі слони відомі як більш агресивні, внаслідок зустрічей з людьми. За даними наглядачів парку, одна із самок слонів втратила дитя під час зіткнення з автомобілем туристів. Будучи вагітною знову, вона протаранила 15 туристичних машин у парку

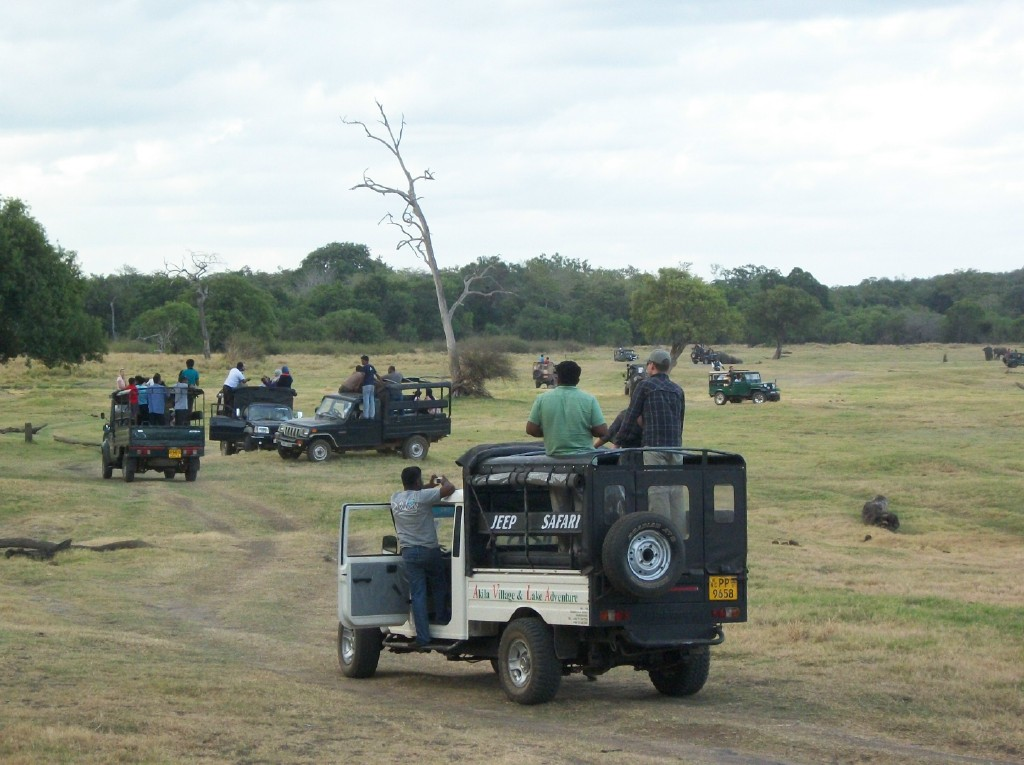
Автомобілі Safari в парку

Під час сухого сезону велику кількість слонів Шрі-Ланки приваблюють трав'яні поля по краях водосховища. Водойми Мінерії сприяють збереженню популяції великого стада. Зібрані тут слони нараховують близько 150—200 особин. Деякі звіти подають кількість слонів до 700. Вони мігрують тут з національного парку Wasgamuwa і користуються їжею і притулком у лісах парку. Туристи відвідують Міннерію в основному через слонів, особливо в сухий сезон.

### Інші тварини
Парк є важливим середовищем існування для двох ендемічних мавп Шрі-Ланки: пурпуро-лангур і макака. Великих травоїдних ссавців, такі як шрі-ланкийський самбар і олень Шрі-Ланки, також часто можна зустріти у парку. У Міннерії мешкають рідкісні та зникаючі види, такі як Шрі-Ланкинський леопард та Шрі-Ланкинський лінивий ведмідь. Міннерія є однією з областей, де мешкає сірий тонкий лорі.
Водосховище Міннерія є важливим середовищем проживання великих водоплавних птахів, таких як малий ад'ютант, пофарбований лелека, а також пелікан. Міннерія — місце проживання для багатьох мешканців, а також для птахів-мігрантів. Повідомлялося про зграї 2000 маленьких бакланів. Великий білий пелікан, крем'яшник звичайний і сіра чапля — це інші водоплавні птахи. Серед ендемічних птахів — висячий папуга, коричневий баблер (кабанник), сірі птахи-носороги. Кількість птахів під загрозою зникнення, зареєстрованих в цьому національному парку, становить 11.
На даній території зафіксовані земноводні Fejervarya pulla і Polypedates cruciger. Є вісім видів ендемічних рептилій, і всі вони вважаються такими, яким загрожує зникнення. Серед них — яскраво -пофарбовані ящірки і Lankascincus fallax. Серед інших плазунів — морський крокодил, індійський пітон, азійський водний варан і бенгальський варан. Чотири види прісноводних риб, зафіксовані в Міннерії, є ендемічними для Шрі-Ланки.

## Загрози та збереження
Основною загрозою для лісів парку є догляд за деревами, знищення яких може призвести до зниження рівня води у водоймах. Забруднення води в зонах купання, незаконна сільськогосподарська практика, браконьєрство — це інші загрози, які викликає людська діяльність. Територія також є частиною природного заповідника «Міннерія-Гірітале», що оголошувалося в чотири етапи з 1988 по 1997 рік. Запропоновано консервативні заходи, включаючи відновлення середовища існування та контроль за поголів'ям ссавців.